# سوق دونغدايمن
سوق دونغ دايمون ((الكورية: 동대문시장)) ، هي سوق شعبي في قلب العاصمة الكورية الجنوبية سيئول ، أفتتح السوق الشعبي عام 1905م، وعاود النشاط عام 1955م، وتعد من أبرز المعالم الكورية الجنوبية عام 2002م.

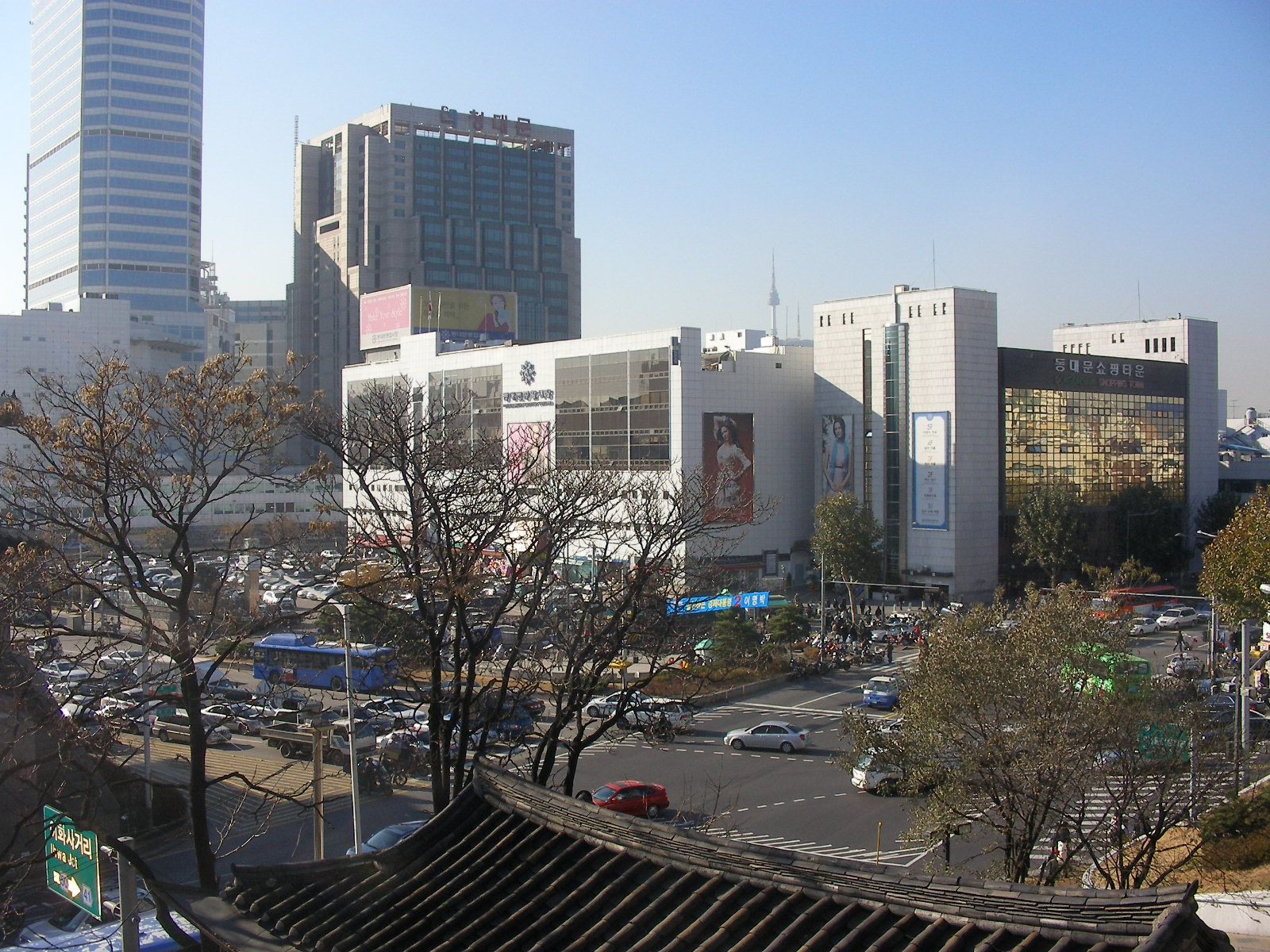
مبنى سوق دونغ دايمون في سيول

## وصلات خارجية
- Dongdamun Market Information Center
- Official Korea Tourism :Dongdaemun Market
- Official Seoul City Tourism :Dongdaemun Market
- Life in Korea: Dongdaemun Market
- (بالكورية) Dongdaemun Shopping Complex
- (بالكورية) Dongdaemun traditional market
- (بالكورية) Dongdaemun fashion town نسخة محفوظة 16 مارس 2011 على موقع واي باك مشين.
- (بالكورية) Dongdaemun wholesale market info